# Bimota DB10 B.Motard
La DB10 B.Motard est un modèle de motocyclette du constructeur italien Bimota. Elle est la première machine du constructeur de Rimini à se classer dans la catégorie supermotard.
L'idée de construire cette machine est venu à l'ingénieur Andrea Acquaviva, sur la route pour assister au Grand Prix moto d'Italie 2011 sur le circuit du Mugello. L'idée est présentée au directeur de Bimota Roberto Comini et dans la foulée le développement démarre. Le chef du développement, Enrico Borghesan, étant accaparé par le développement de la DB9 Brivido, le travail de conception est confié à un bureau extérieur, Studio Oval. Quatre mois plus tard, la DB10 B.Motard est présentée au cours du salon EICMA 2011. 
Il est équipé du moteur bicylindre en V à 90°, quatre temps, que l'on retrouve sur la Ducati 1100 Hypermotard.
Il est retravaillé et développe 98 ch à 7 500 tr/min pour un couple de 10,5 mkg à 5 500 tr/min.
Le freinage est assuré par Brembo, grâce à deux disques pétales de 320 mm de diamètre à l'avant, mordus par des étriers radiaux quatre pistons, et un simple  disque de 220 mm de diamètre à l'arrière, pincé par un étrier double piston.
Le cadre treillis tubulaire au chrome-molybdène est semblable à celui équipant la DB5. Il est ancré sur deux platines latérales en aluminium.
La fourche télescopique inversée est signée Marzocchi et fait 50 mm de diamètre.
À l'origine, la hauteur de selle aurait dû être porter à 40 mm de plus que sur la DB6, soit 860 mm. Mais les premiers tests auprès de deux clients chinois imposent de redescendre la hauteur de selle à 820 mm. Le débattement de la fourche est ramené de 165 à 125 mm.
Le poids à sec annoncé est de 168 kg, comparable au 171 kg de la Ducati 1100 Hypermotard.
Le réservoir emporte 13,5 litres de carburant.
La DB10 B.Motard est présentée dans une livrée blanche rehaussée de bandes vertes et rouges sur les flancs du réservoir, avec un cadre rouge. Elle était vendue 20 790 euros.

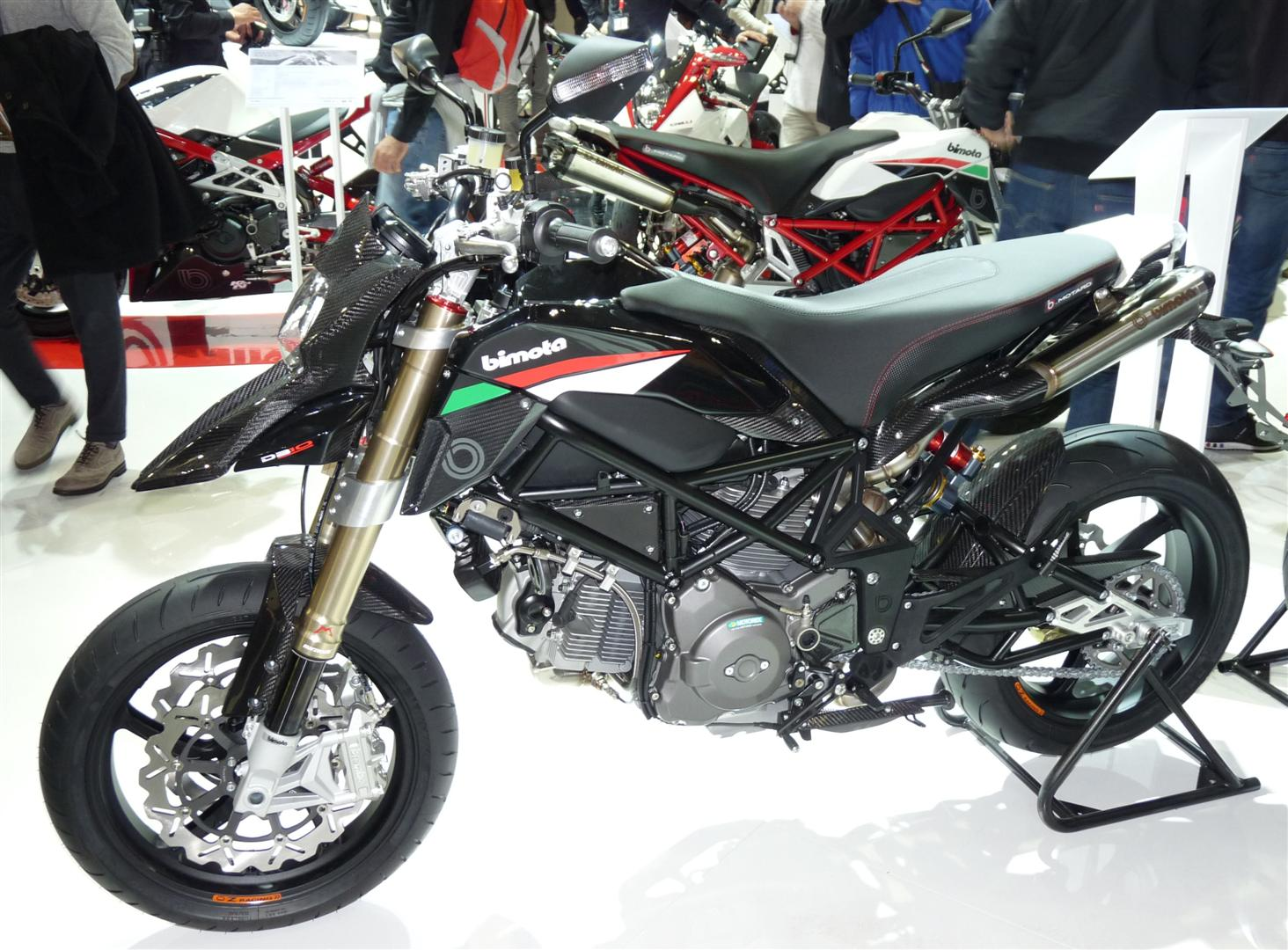
DB10-R

L'année suivante, lors du salon EICMA 2012, Bimota propose la DB10-R, recouverte d'une peinture noire, rehaussée sur le réservoir du drapeau italien.
Sur les flancs de la selle, l'orthographe utilisé est B.motard, le B se prononçant bi en italien et étant stylisé comme le logo Bimota. Néanmoins, Bimota utilisait également « Bimotard » dans sa brochure.